# مواد طبيعية بديلة
المواد الطبيعية البديلة هي مواد طبيعية مثل الصخور أو الطوب ولا يجري استخدامها بشكل شائع مثل الخشب أو الحديد. تملك المواد الطبيعية البديلة العديد من الاستخدامات العملية في مجالات مثل الهندسة والعمارة المستدامة. الهدف الرئيسي من استخدام هذه المواد هو تقليل الآثار السلبية التي يمكن أن تحدثها بيئتنا المبنية على الكوكب إلى أدنى حد مع زيادة كفاءة الهياكل وقدرتها على التكيف.

## تاريخ
توجد المواد الطبيعية البديلة منذ فترة طويلة، ولكن بشكلها الخام في كثير من الأحيان أو فقط كمكونات لمواد معينة في السابق. على سبيل المثال، توجد التربة المستخدمة كمادة بناء لجدران المنازل منذ آلاف السنين. في الآونة الأخيرة، وفي عشرينيات القرن العشرين، شجعت حكومة الولايات المتحدة تقنية «التربة المدكوكة» باعتبارها طريقة بناء مضادة للحريق لبناء بيوت المزارع. مثال آخر أكثر شيوعا هو الطوب. يبرز استخدام الطوب في جنوب غرب الولايات المتحدة والعديد من البلدان الناطقة بالإسبانية.
بناء القش هو مفهوم أكثر حداثة، ولكن هناك حتى أدلة على أن القش كان يستخدم في صنع البيوت في المروج الأفريقية في زمن العصر الحجري القديم. لم تشق المواد الطبيعية البديلة، وتطبيقاتها على وجه الخصوص، طريقها إلا مؤخرًا نحو الاستخدام الأكثر شيوعًا. حولت أفكار الاعتماد على طرق خضراء ومستدامة في استجابتها للاحتباس الحراري مزيدًا من التركيز على المواد والأساليب المستخدمة في بناء المدن والمنازل. مع انتشار القرارات الواعية للبيئة، برز استخدام المواد الطبيعية البديلة بدلًا من المواد الطبيعية المعتادة أو المواد التي من صنع الإنسان والتي تعتمد بشكل كبير على الموارد الطبيعية.

## المواد

### الصخور
يعتبر الصخر بديلًا ممتازًا للمواد التقليدية التي تحتوي على مواد كيميائية قد تضر بالناس أو الحيوانات الأليفة أو البيئة. يمتلك الصخر ميزتين مهمتين: كتلة حرارية جيدة وعزل حراري. هذه الخصائص تجعل من استخدام الصخور فكرة ممتازة لأن درجة الحرارة في المنزل تبقى ثابتة، وبالتالي تتطلب أنظمة تبريد أقل. من أنواع الصخور التي يمكن استخدامها البحص (قطع من الحجارة لا يمكن استخدامها من أجل غرض آخر) والحجر الجيري، والحجر اللوحي.

### القش
يمكن استخدام رزمات القش أساسًا للجدران بدلًا من جدران الجبس. يوفر القش عزلًا ممتازًا ومقاومة للنار ضمن بنية المنازل التقليدية التي تحوي إطارًا من عوارض خشبية تدعم البيت. جدران القش هذه أكثر كفاءة من حيث استهلاك الطاقة بنسبة 75% من جدران الجبس النموذجية، ونظرًا لعدم قدرة الأكسجين على النفاذ عبر الجدران، لا يمكن للنار أن تنتشر ولا توجد فرصة للاحتراق.

### الخيزران
في الدول الآسيوية، يستخدم الخيزران في بناء هياكل مثل الجسور والمنازل. الخيزران قوي ومرن بشكل مذهل وينمو بسرعة كبيرة، مما يجعله مادة وفيرة. على الرغم من صعوبة ضم الزوايا الخشبية عند البناء باستخدام الخيزران، إلا أن صلابته الشديدة تعوض عن الصعوبات التي يمكن مواجهتها أثناء استخدامه في البناء.

### الخشب المرصوص
هذا الخشب عبارة عن مزيج من المخلفات الصغيرة للحطب وغيرها من الأخشاب غير المستفاد منها. يمكن بسهولة وضع هذه الكتل الصغيرة من الخشب معا لتكوين هيكل، يتميز مثل الحجر، بعزل كبير وكذلك كتلة حرارية. يقدم الخشب المرصوص المظهر الريفي لمنزل خشبي دون استخدام أطنان من الخشب. يمكنك بناء مبنى كامل باستخدام الخشب المرصوص لوحده أو استخدام الحجارة لملء الجدران.

### التربة المدكوكة
التربة المدكوكة هي مادة وفيرة جدًا يمكن استخدامها بدلًا من الخرسانة والطوب. تُرصف التربة بإحكام ضمن قوالب لبناء الجدران حيث تنكبس وتتصلب لتشكل رزمًا جداريةً متينة مصنوعة من لا شيء سوى من التراب والحصى والعيدان. توفر التربة المدكوكة أيضًا كتلة حرارية ممتازة، مما يعني توفير كبيرًا للطاقة. بالإضافة إلى ذلك، فإنها شديدة الصمود في وجه الأحوال الجوية لدرجة استخدامها في سور الصين العظيم.